# 美國傳統英語字典
《美國傳統英語詞典》（AHD, The American Heritage Dictionary of the English Language，简称《美国传统词典》）是一部中型詞典。1969年發行第一版。1978年的第二版是以美國布朗大學收集的語料庫作為藍本。1992年發行的第三版是根據《美國傳統大學詞典》來校對。這部詞典的獨特之處是除了編輯部，還有由專家組成的「用法小組」，對用法有分歧的詞語作討論。文曲星和卡西欧等电子词典中收录有版权的英英、英汉双解《美国传统英語词典》。
目前为止的最新版是2011年的第五版。